# 2019-20 V.LEAGUE DIVISION2
2019-20 V.LEAGUE DIVISION2は、2019年11月から2020年3月まで開催される2019-20V.LEAGUEのDIVISION2（V2、2部相当）である。

## 概要
男子は、昨シーズンの9チームに、新たにS2ライセンスを取得した3チームが加わり12チームとなった。一方、女子は、1チームが自動昇格、2チームがVリーグ機構退社となり、1チームが新たに参入するが、結局昨シーズンの10チームから2チーム減少し8チームとなった。
男子は2回戦総当たり、女子は3回戦総当たりを行う。次シーズンのS1ライセンスを持っているチームは、上位2位までに入れば、V・チャレンジマッチに出場しV1下位チームとの入替戦に出場できる。しかし、男子はS1ライセンスを取得したのはヴォレアス北海道のみであり、V・チャレンジマッチはヴォレアス北海道が上位2チームに入った場合のみに開催され、V1リーグ10位との入替戦が行われることとなった。一方、女子は8チーム中6チームがS1ライセンスを取得した。
女子のルートインホテルズ Brilliant Aries（Vリーグでは「ブリリアントアリーズ」と表記）は2019-20シーズンのライセンスがS3で本来はV2リーグ参戦権が与えられないが、S3ライセンス保持チームがほかにないため、特例でV2リーグ参戦となった。
2020年2月28日、新型コロナウイルスの影響により、V2男子の残り試合が中止・打ち切りとなった。全日程の75%以上を消化しているため、大会として成立し、同日終了時点の順位が年間順位となった。

## 男子

### 日程
2019年11月2日 - 2020年3月8日

### 出場チーム
2019年5月に2019-20V.LEAGUE編成が発表された。また、同年10月に来シーズンのV.LEAGUEライセンス交付結果も発表され、ヴォレアス北海道のみがS1ライセンスを取得し、V・チャレンジマッチに出場しV1チームとの入替戦に勝てばV1に昇格できる権利を得た。V2男子の出場チームは以下の12チームである。

| チーム                         | 所在 都道府県 | 2018-19 シーズン | 2020-21 ライセンス | 備考     |
| ------------------------------ | ------------- | ---------------- | ------------------ | -------- |
| 富士通カワサキレッドスピリッツ | 神奈川県      | V2 優勝          | S2                 |          |
| トヨタ自動車サンホークス       | 愛知県        | V2 準優勝        | S2                 |          |
| 警視庁フォートファイターズ     | 東京都        | V2 3位           | S2                 |          |
| 大同特殊鋼レッドスター         | 愛知県        | V2 4位           | S2                 |          |
| 埼玉アザレア                   | 埼玉県        | V2 5位           | S2                 |          |
| つくばユナイテッドSun GAIA     | 茨城県        | V2 6位           | S2                 |          |
| きんでんトリニティーブリッツ   | 大阪府        | V2 7位           | S2                 |          |
| 長野GaRons                     | 長野県        | V2 8位           | S2                 |          |
| 東京ヴェルディ                 | 東京都        | V2 9位           | S2                 |          |
| ヴォレアス北海道               | 北海道        | V3 優勝          | S1                 | V2新参入 |
| ヴィアティン三重               | 三重県        | V3 準優勝        | S2                 | V2新参入 |
| 兵庫デルフィーノ               | 兵庫県        | V3 5位           | S2                 | V2新参入 |

### 大会方式
参加12チームによる2回戦総当たりを行う。各チーム計22試合行い、最も良い成績を残したチームが優勝となる。
S1ライセンス取得チーム（ヴォレアス北海道のみ）が上位2チームに入ればV・チャレンジマッチに出場。V・チャレンジマッチは2020年3月14日、15日に行われ、V1リーグ最下位と入替戦を行う（2試合方式）。

### 順位決定方式
以下の優先順位で順位を決定する。
1. 勝利数
2. ポイント
3. セット率
4. 得点率
5. 当該チーム間の対戦成績

ポイントの付与
各試合ごとに以下の通りポイントが付与される。
| 条件                                       | 付与ポイント |
| ------------------------------------------ | ------------ |
| セットカウント「3-0」あるいは「3-1」で勝利 | 3点          |
| セットカウント「3-2」で勝利                | 2点          |
| セットカウント「2-3」で敗戦                | 1点          |
| セットカウント「1-3」あるいは「0-3」で敗戦 | 0点          |

### V・レギュラーラウンド
- 新型コロナウイルスの影響により、2020年2月23日の試合終了時点で打ち切り[5]。

|  | V・チャレンジマッチ出場 |

|      |                                | 試合 | 試合 | Pts | セット | セット | セット   | 得点 | 得点 | 得点   |
| 順位 | チーム                         | 勝   | 敗   | Pts | 得     | 失     | セット率 | 得点 | 失点 | 得点率 |
| ---- | ------------------------------ | ---- | ---- | --- | ------ | ------ | -------- | ---- | ---- | ------ |
| 1    | 富士通カワサキレッドスピリッツ | 19   | 1    | 57  | 57     | 12     | 4.750    | 1707 | 1364 | 1.251  |
| 2    | ヴォレアス北海道               | 19   | 1    | 55  | 58     | 12     | 4.833    | 1688 | 1430 | 1.180  |
| 3    | 埼玉アザレア                   | 13   | 8    | 38  | 48     | 33     | 1.455    | 1835 | 1778 | 1.032  |
| 4    | トヨタ自動車サンホークス       | 12   | 6    | 38  | 41     | 22     | 1.864    | 1495 | 1396 | 1.071  |
| 5    | 大同特殊鋼レッドスター         | 12   | 8    | 35  | 43     | 36     | 1.194    | 1819 | 1708 | 1.065  |
| 6    | ヴィアティン三重               | 12   | 8    | 31  | 42     | 38     | 1.105    | 1800 | 1799 | 1.001  |
| 7    | つくばユナイテッドSun GAIA     | 10   | 11   | 34  | 40     | 36     | 1.111    | 1686 | 1631 | 1.034  |
| 8    | 警視庁フォートファイターズ     | 10   | 11   | 31  | 40     | 42     | 0.952    | 1843 | 1790 | 1.030  |
| 9    | きんでんトリニティーブリッツ   | 6    | 14   | 19  | 32     | 50     | 0.640    | 1763 | 1865 | 0.945  |
| 10   | 東京ヴェルディ                 | 3    | 17   | 9   | 20     | 56     | 0.357    | 1580 | 1803 | 0.876  |
| 11   | 兵庫デルフィーノ               | 2    | 17   | 7   | 13     | 54     | 0.241    | 1262 | 1632 | 0.773  |
| 12   | 長野GaRons                     | 2    | 18   | 6   | 15     | 58     | 0.259    | 1474 | 1756 | 0.839  |

出典：

### 最終順位
- 2020年2月23日時点で打ち切りのため、同日の試合終了時点の成績を最終成績とした[7]。

| 順位 | チーム                         |
| ---- | ------------------------------ |
| 1    | 富士通カワサキレッドスピリッツ |
| 2    | ヴォレアス北海道               |
| 3    | 埼玉アザレア                   |
| 4    | トヨタ自動車サンホークス       |
| 5    | 大同特殊鋼レッドスター         |
| 6    | ヴィアティン三重               |
| 7    | つくばユナイテッドSun GAIA     |
| 8    | 警視庁フォートファイターズ     |
| 9    | きんでんトリニティーブリッツ   |
| 10   | 東京ヴェルディ                 |
| 11   | 兵庫デルフィーノ               |
| 12   | 長野GaRons                     |

|  | V・チャレンジマッチ出場 |

### 表彰
V・レギュラーラウンド打ち切り後、以下のように個人賞が発表された。
個人賞
| 賞の名称         | 受賞者氏名   | 所属チーム名                   | 記録   | 受賞回数     | 備考                         |
| ---------------- | ------------ | ------------------------------ | ------ | ------------ | ---------------------------- |
| 優勝監督賞       | 山本道彦     | 富士通カワサキレッドスピリッツ | -      | 2年連続2回目 |                              |
| 最高殊勲選手賞   | 柳田百織     | 富士通カワサキレッドスピリッツ | -      | 初受賞       |                              |
| 敢闘賞           | 古田史郎     | ヴォレアス北海道               | -      | 初受賞       |                              |
| 最優秀新人賞     | 西村駿佑     | トヨタ自動車サンホークス       | -      | -            |                              |
| フェアプレー賞   | 佐々木博秋他 | ヴォレアス北海道 他            | -      | -            |                              |
| 得点王           | 小林空       | きんでんトリニティーブリッツ   | 426点  | 初受賞       | 最高得点                     |
| スパイク賞       | 岡村義郎     | 富士通カワサキレッドスピリッツ | 60.7%  | 2年ぶり3回目 | アタック決定率               |
| ブロック賞       | 鰐川怜児     | 長野GaRons                     | 0.85本 | 初受賞       | セット当たりブロック決定本数 |
| サーブ賞         | 田中尚       | 大同特殊鋼レッドスター         | 10.1%  | 初受賞       | サーブ効果率                 |
| サーブレシーブ賞 | 小林慎平     | 富士通カワサキレッドスピリッツ | 72.3%  | 初受賞       | サーブレシーブ成功率         |

Vリーグ特別表彰
| 表彰          | 受賞者氏名 | 所属チーム名                 | 受賞理由                        |
| ------------- | ---------- | ---------------------------- | ------------------------------- |
| Vリーグ栄誉賞 | 松本幸博   | 警視庁フォートファイターズ   | 10シーズン以上、230試合以上出場 |
| Vリーグ栄誉賞 | 毛利光生   | きんでんトリニティーブリッツ | 10シーズン以上、230試合以上出場 |

## 女子

### 日程
2019年11月9日 - 2020年2月9日

### 出場チーム
2019年5月に2019-20V.LEAGUE編成が発表された。また、同年10月に来シーズンのV.LEAGUEライセンス交付結果も発表され、6チームがS1ライセンスを取得し、V・チャレンジマッチに出場しV1チームとの入替戦に勝てばV1リーグに昇格できる権利を得た。V2女子の出場チームは以下の8チームである。

| チーム                                       | 所在 都道府県 | 2018-19 シーズン | 2020-21 ライセンス | 備考                   |
| -------------------------------------------- | ------------- | ---------------- | ------------------ | ---------------------- |
| JAぎふリオレーナ                             | 岐阜県        | V2 準優勝        | S1                 |                        |
| 群馬銀行グリーンウイングス                   | 群馬県        | V2 3位           | S1                 |                        |
| プレステージ・インターナショナルアランマーレ | 山形県        | V2 4位           | S1                 |                        |
| 大野石油広島オイラーズ                       | 広島県        | V2 5位           | S2                 |                        |
| GSS東京サンビームズ                          | 東京都        | V2 6位           | S2                 |                        |
| 柏エンゼルクロス                             | 千葉県        | V2 7位           | S1                 |                        |
| ブレス浜松                                   | 静岡県        | V2 8位           | S1                 |                        |
| ルートインホテルズブリリアントアリーズ       | 長野県        | -                | S1                 | 当シーズンより新規参入 |

### 大会方式
参加8チームによる3回戦総当たりを行う。各チーム計21試合行い、最も良い成績を残したチームが優勝となる。
S1ライセンス取得チームが上位2チームに入ればV・チャレンジマッチに出場。V・チャレンジマッチは2020年2月22日、23日に行われ、1位はV1・12位、2位はV1・11位とそれぞれ対戦する（2試合方式）。V2の上位2チームがS1ライセンスを保持してない場合はV・チャレンジマッチを開催しない。V2リーグの上位2チームのどちらか一方がS1ライセンスを保持している場合は、開催について別途定める。

### 順位決定方式
以下の優先順位で順位を決定する。
1. 勝利数
2. ポイント
3. セット率
4. 得点率
5. 当該チーム間の対戦成績

ポイントの付与
各試合ごとに以下の通りポイントが付与される。
| 条件                                       | 付与ポイント |
| ------------------------------------------ | ------------ |
| セットカウント「3-0」あるいは「3-1」で勝利 | 3点          |
| セットカウント「3-2」で勝利                | 2点          |
| セットカウント「2-3」で敗戦                | 1点          |
| セットカウント「1-3」あるいは「0-3」で敗戦 | 0点          |

### V・レギュラーラウンド
|  | V・チャレンジマッチ出場 |

|      |                                              | 試合 | 試合 | Pts | セット | セット | セット   | 得点 | 得点 | 得点   |
| 順位 | チーム                                       | 勝   | 敗   | Pts | 得     | 失     | セット率 | 得点 | 失点 | 得点率 |
| ---- | -------------------------------------------- | ---- | ---- | --- | ------ | ------ | -------- | ---- | ---- | ------ |
| 1    | 群馬銀行グリーンウイングス                   | 18   | 3    | 54  | 59     | 21     | 2.810    | 1904 | 1589 | 1.198  |
| 2    | GSS東京サンビームズ                          | 12   | 9    | 37  | 49     | 39     | 1.256    | 1927 | 1913 | 1.007  |
| 3    | JAぎふリオレーナ                             | 11   | 10   | 33  | 44     | 41     | 1.073    | 1910 | 1884 | 1.014  |
| 4    | ルートインホテルズブリリアントアリーズ       | 11   | 10   | 31  | 43     | 44     | 0.977    | 1938 | 1924 | 1.007  |
| 5    | プレステージ・インターナショナルアランマーレ | 11   | 10   | 30  | 42     | 42     | 1.000    | 1879 | 1864 | 1.008  |
| 6    | 大野石油広島オイラーズ                       | 8    | 13   | 24  | 37     | 48     | 0.771    | 1853 | 1938 | 0.956  |
| 7    | 柏エンゼルクロス                             | 8    | 13   | 24  | 35     | 49     | 0.714    | 1820 | 1939 | 0.939  |
| 8    | ブレス浜松                                   | 5    | 16   | 19  | 27     | 52     | 0.519    | 1651 | 1831 | 0.902  |

出典：

### 最終順位
| 順位 | チーム                                       |
| ---- | -------------------------------------------- |
| 1    | 群馬銀行グリーンウイングス                   |
| 2    | GSS東京サンビームズ ＊                       |
| 3    | JAぎふリオレーナ                             |
| 4    | ルートインホテルズブリリアントアリーズ       |
| 5    | プレステージ・インターナショナルアランマーレ |
| 6    | 大野石油広島オイラーズ                       |
| 7    | 柏エンゼルクロス                             |
| 8    | ブレス浜松                                   |

＊S1ライセンス未取得のためV・チャレンジマッチは不出場。
|  | V・チャレンジマッチ出場 |

### 表彰
全日程終了後、以下のように個人賞が発表された。
個人賞
| 賞の名称         | 受賞者氏名 | 所属チーム名                                 | 記録   | 受賞回数 | 備考                         |
| ---------------- | ---------- | -------------------------------------------- | ------ | -------- | ---------------------------- |
| 優勝監督賞       | 石原昭久   | 群馬銀行グリーンウイングス                   | －     | 初受賞   |                              |
| 最高殊勲選手賞   | 吉岡みなみ | 群馬銀行グリーンウイングス                   | －     | 初受賞   |                              |
| 敢闘賞           | 松浦未波   | GSS東京サンビームズ                          | －     | 初受賞   |                              |
| 最優秀新人賞     | 高橋愛未   | ルートインホテルズブリリアントアリーズ       | －     | 初受賞   |                              |
| 得点王           | 吉里遥     | GSS東京サンビームズ                          | 408点  | 初受賞   | 最高得点                     |
| スパイク賞       | 鈴木日葵   | 群馬銀行グリーンウイングス                   | 44.4%  | 初受賞   | アタック決定率               |
| ブロック賞       | 柳沢紫子   | プレステージ・インターナショナルアランマーレ | 0.88本 | 初受賞   | セット当たりブロック決定本数 |
| サーブ賞         | 高橋愛未   | ルートインホテルズブリリアントアリーズ       | 14.0%  | 初受賞   | サーブ効果率                 |
| サーブレシーブ賞 | 松川美咲   | ブレス浜松                                   | 74.8%  | 初受賞   | サーブレシーブ成功率         |